# Ted (serie televisiva)
Ted è una serie televisiva statunitense del 2024 creata da Seth MacFarlane, prequel dell'omonimo film.
La serie è stata distribuita a partire dall'11 gennaio 2024 sulla piattaforma streaming statunitense Peacock TV.

## Trama
È il 1993 e il momento di fama di Ted è ormai passato e ora vive con il suo miglior amico, il sedicenne John Bennett, e alla sua famiglia.
Ted non ha un’influenza molto positiva su John, ma è un amico fedele che è sempre disposto ad aiutarlo.

## Episodi
| Stagione       | Episodi | Pubblicazione USA | Pubblicazione Italia |
| -------------- | ------- | ----------------- | -------------------- |
| Prima stagione | 7       | 2024              | inedita              |

## Personaggi e interpreti
- Ted, con la voce di Seth MacFarlane
- John Bennett, interpretato da Max Burkholder
- Susan Bennett, interpretata da Alanna Ubach
- Matt Bennett, interpretato da Scott Grimes
- Blaire Bennett, interpretata da Giorgia Whigham
- Andrew, interpretato da Ara Hollyday
- Polly, interpretata da Liz Richman
- Derek, interpretato da Jacob Zelonky

## Produzione

### Sviluppo
Nel giugno 2021 è stato annunciato che la piattaforma streaming Peacock TV aveva ordinato una serie televisiva live-action, prequel del film Ted del 2012.
Seth MacFarlane, creatore dei due film sul personaggio, sarà lo sceneggiatore, produttore esecutivo, e regista dietro alla serie. Oltre MacFarlane, Dana Gould, Jon Pollack, Julius Sharpe, Paul Corrigan e Brad Walsh si sono occupati di scrivere gli episodi.
Nel maggio 2024 la serie è stata rinnovata per una seconda stagione.

### Casting
A causa della natura prequel della serie, il cast dei due film (Mark Wahlberg, Amanda Seyfried e Mila Kunis) non sono stati confermati. L'unico che riprenderà il ruolo è Seth MacFarlane che continuerà a dare la sua voce al protagonista Ted.
Nell'aprile del 2022, Scott Grimes, Max Burkholder e Giorgia Whigham si sono uniti al cast. Il maggio successivo, Alanna Ubach ha completato il cast della serie.

### Riprese
Le riprese sono iniziate nell'agosto 2022 nel backlot degli Universal Studios.
Il 24 novembre 2022, Seth MacFarlane ha annunciato, tramite un post sui social, che le riprese erano ufficialmente terminate.

## Distribuzione
Il 16 novembre, vengono diffuse le prime foto ufficiali e un breve teaser trailer che annuncia la data d'uscita. Il 29 novembre successivo, viene pubblicato il trailer ufficiale.
La serie, composta da sette episodi, verrà distribuita negli Stati Uniti sulla piattaforma streaming Peacock TV, a partire dall’11 gennaio 2024. Per l'Italia non è stato ancora annunciato nulla.